# دخلة المسالمة (يريم)

تعديل مصدري - تعديل

دخلة المسالمة هي إحدى قرى عزلة ارياب بمديرية يريم التابعة لمحافظة إب، بلغ تعداد سكانها 1582 نسمة حسب تعداد اليمن لعام 2004.